# Turbomașină

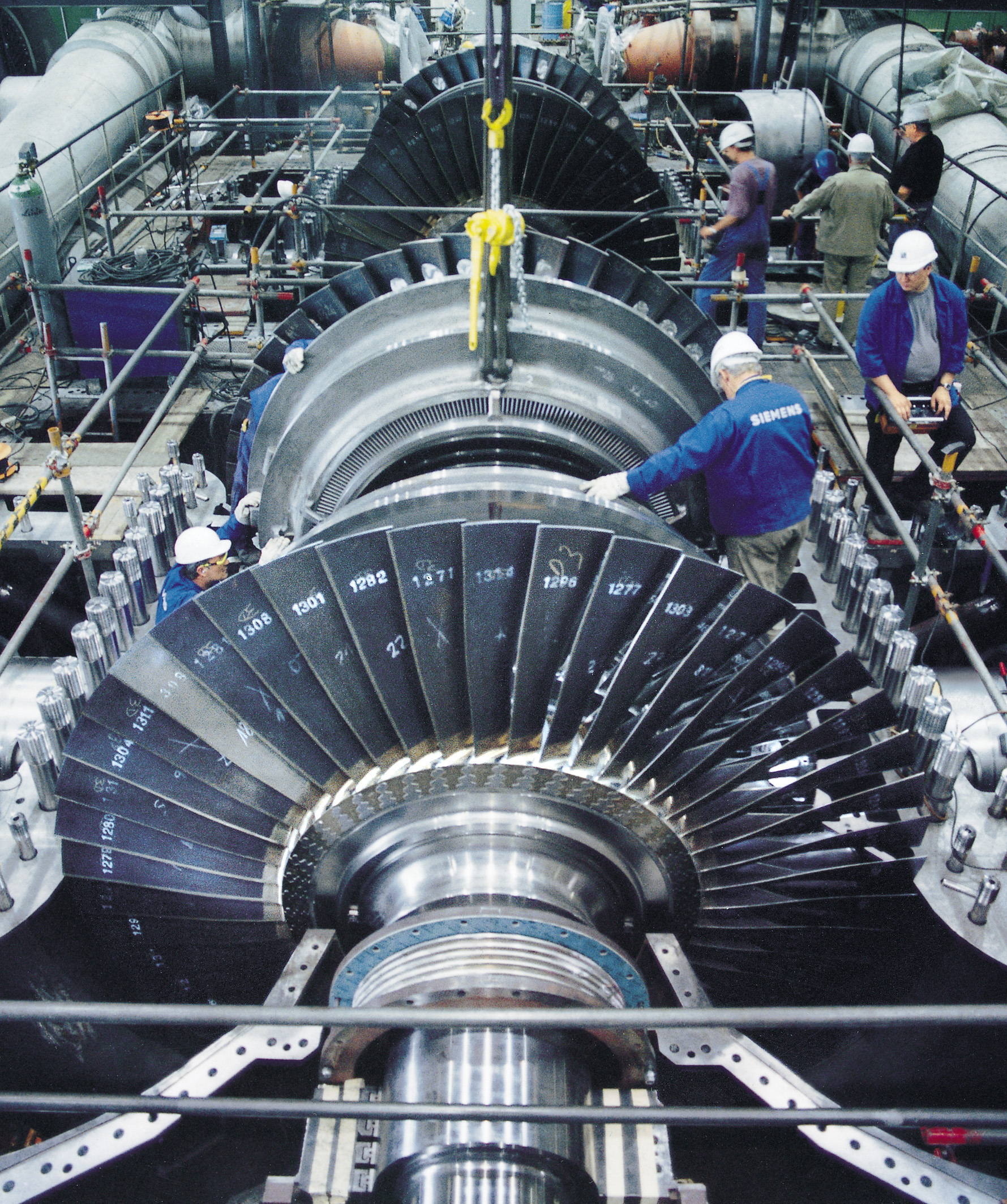
Montajul unei turbine cu abur produse de Siemens

În cadrul construcțiilor de mașini, turbomașina este o mașină hidraulică sau pneumatică la care are loc un transfer de energie între o parte rotativă (rotor) și un  fluid.
Exemple: turbina Francis, Deriaz, Kaplan, pompele centrifuge și axiale, ventilatoarele și turbocompresoarele.
Raportul dintre mărimea energiei potențiale de presiune și întreaga energie hidro-pneumatică transformată în motor se numește grad de reacțiune:
{\displaystyle R={\frac {p_{e}-p_{i}}{\rho gH}},}
unde:
- pi, pe = presiunea la intrare, respectiv la ieșire a fluidului;
- H= energia specifică a fluidului corespunzătoare unității de greutate a acestuia (sarcina fluidului).